# 13e congresdistrict van Californië

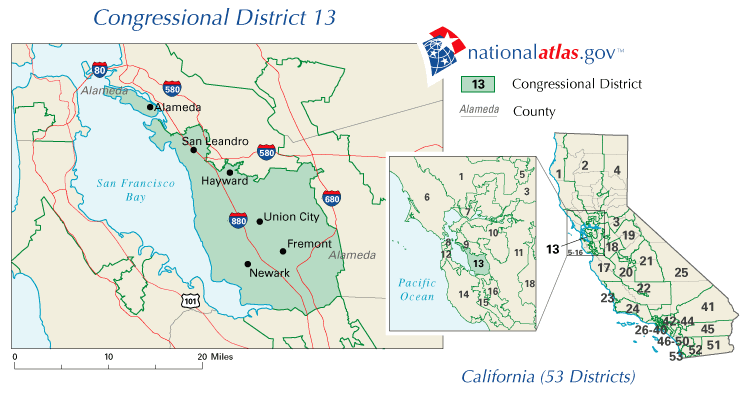
Kaart van het 13e congresdistrict van Californië

Het 13e congresdistrict van Californië, vaak afgekort als CA-13, is een kiesdistrict voor het Amerikaanse Huis van Afgevaardigden. Sinds 2003 omvat het district delen van Alameda County dat aan ten oosten van de Baai van San Francisco ligt. Het is een stedelijk en etnisch divers gebied waar onder andere Alameda, Fremont, Hayward, Newark en San Leandro in liggen.
Sinds 1993 vertegenwoordigt de Democraat Pete Stark het district. In 2010 werd hij herverkozen met 72,19% van de stemmen.
Het district is al lange tijd een veilig Democratisch bastion. John Kerry genoot in 2004 de steun van 70,9% van de kiezers. In de presidentsverkiezingen van 2008 behaalde Barack Obama 74,4% van de stemmen.